# Habsburg (Schiff, 1902)
SMS Habsburg war ein Schlachtschiff (Einheitslinienschiff) der gleichnamigen Klasse der k.u.k. Kriegsmarine. Der Name bezieht sich auf das Herrschergeschlecht der Habsburger.

## Geschichte
Das Schiff wurde am 13. März 1899 bei der Stabilimento Tecnico Triestino Werft als erstes Schiff seiner Klasse auf Kiel gelegt und am 9. September 1900 vom Stapel gelassen. Am 20. September 1902 erfolgte die Überführung zur Marinebasis nach Pula, wo das Schiff am 31. Dezember 1902 in Dienst gestellt wurde.
Von März 1903 bis September 1906 machte die Habsburg als Flaggschiff einer Eskadre vier Auslandsfahrten ins Mittelmeer und nahm während dieser Zeit im Sommer 1906 am Kaisermanöver in Dalmatien teil. Am 20. September 1906 wurde das Schiff in Pula abgerüstet und in Reserve gestellt. Von 1910/11 bis 1912 erfolgte auf der Bauwerft in Triest ein Umbau, der insbesondere die Reduzierung der Aufbauten betraf. Danach lag das Schiff wiederum als Reserve im Hafen von Pula.
Zu Beginn des Ersten Weltkrieges wurde die Habsburg am 1. August 1914 Flaggschiff der IV. Division unter Konteradmiral Karl von Seidensacher, Kommandant war Miklós Horthy. Nach der Kriegserklärung Italiens lief die Habsburg am 23. Mai 1915 zusammen mit den beiden Schwesterschiffen Árpád und Babenberg zum ersten Kriegseinsatz in der Adria aus, nämlich dem Angriff auf Ancona und der Beschießung weiterer Ziele in der Region. Danach wurde das Schiff nach Pula zurückgeführt, wo es wegen Kohlenmangel bis zum Kriegsende 1918 liegen blieb. Am 15. Februar 1918 wurde die Habsburg als Schulschiff für die Ausbildung von Seekadetten wieder in Betrieb genommen.
Nach dem Kriegsende wurde das Schiff England zugesprochen, es lag jedoch noch bis Mai 1922 in Pula und wurde danach durch das römische Stahlwerk Vaccaro & Co. abgebrochen.

## Museale Rezeption
Die Geschichte der k.u.k. Kriegsmarine ist im Marinesaal des Heeresgeschichtlichen Museums HGM im Detail dokumentiert. Im Erzherzog-Franz-Ferdinand-Museum, Schloss Artstetten in Niederösterreich, befinden sich Gemälde des Marinemalers Alexander Kircher, welche die Schiffe der Habsburg-Klasse zeigen. Ferner gibt es zeitgenössische Schnittmodelle 1:100 im „Civico Museo Navale Didattico“ in Mailand.